# Kodihalli, Sorab
Kodihalli là một làng thuộc tehsil Sorab, huyện Shimoga, bang Karnataka, Ấn Độ.